# Bistum Udon Thani
Das Bistum Udon Thani (lat.: Dioecesis Udonthaniensis, Thai: สังฆมณฑลอุดรธานี) ist ein römisch-katholisches Bistum mit Sitz in Udon Thani in Thailand.

## Organisation
Das 50.046 km² große Bistum umfasst die Provinzen Khon Kaen, Loei, Nongbua Lamphu, Nong Khai und Udon Thani. Es ist dem Erzbistum Thare und Nonseng (Archidioecesis Tharensis et Nonsengensis, อัครสังฆมณฑลท่าแร่-หนองแสง) als Suffraganbistum unterstellt.

## Geschichte
Papst Pius XII. gründete die Apostolische Präfektur Udonthani am 7. Mai 1953 aus Gebietsabtretungen des Apostolischen Vikariates Thare.
Am 18. Dezember 1965 wurde es zum Bistum erhoben. Den aktuellen Namen nahm es am 2. Juli 1969 an.

## Ordinarien

### Apostolischer Präfekt von Udonthani
- Clarence James Duhart CSsR (1953 – 18. Dezember 1965)

### Bischof von Udonthani
- Clarence James Duhart CSsR (18. Dezember 1965 – 2. Oktober 1975 zurückgetreten)
- George Yod Phimphisan CSsR (2. Oktober 1975 – 14. November 2009, Emeritiert)
- Joseph Luechai Thatwisai, seit dem 14. November 2009